# 곽광의
곽광의(郭廣意, ? ~ ?)는 전한 중기의 관료이다.

## 생애
후원 2년(기원전 87년), 무제가 붕어하고 아들 소제가 즉위하였다. 소제의 이복형인 연왕은 조정에 변고가 있으리라고 의심하고는 신하 수서장(壽西長)·손종지(孫縱之)·왕유(王孺)를 조정에 파견하여 상황을 알아보게 하였는데, 이때 집금오 곽광의는 왕유에게 무제가 붕어하고 소제가 즉위하였음을 알려주었다.
같은 해, 면직되었다. 왕선겸은 위의 일 때문이라고 주장하였다.

## 출전
- 반고, 《한서》 권19하 백관공경표 下 · 권63 무오자전

| 전임 유감 | 전한의 집금오 ? ~ 기원전 87년 | 후임 마적건 |